# Pangenjuru Tengah
Pangenjuru Tengah is een bestuurslaag in het regentschap Purworejo van de provincie Midden-Java, Indonesië. Pangenjuru Tengah telt 7468 inwoners (volkstelling 2010).